# Voyages Traditours
Voyages Traditours est une entreprise québécoise spécialisée en voyages organisés à travers le monde. Ils proposent notamment des voyages organisés et de groupe, avec plus de 150 circuits et  croisières.

## L'entreprise
Traditours regroupe près de 170 collaborateurs dans la province, et plusieurs aussi à l’étranger. Plusieurs itinéraires sont ajoutés régulièrement afin de répondre aux attentes de leurs clients,. L'entreprise propose également des «voyages-mystères» : les voyageurs choisissant cette formule réservent pour un séjour dont ils ne connaissent la destination qu’à la toute dernière minute,.

## Historique
Établie en 1999 par Jacques Rodier, Traditours a créé des circuits terrestres, avec guides et accompagnateurs  qualifiés , connaissent les sites et la langue locale.
En mai 2016, Traditours annonce l’acquisition de Croisières Franco-Fun, le leader québécois en croisières organisées et spécialisées dans les voyages francophones, ajoutant ainsi à ses destinations un choix de croisières maritimes accompagnées,. 
En juin 2017, la société agrandit et rénove son siège social, situé à Laval, ainsi que ses équipes pour intégrer les membres de Croisières Franco-Fun.